# Puig dels Llops
Puig dels Llops är en bergstopp i Spanien.   Den ligger i provinsen Província de Girona och regionen Katalonien, i den östra delen av landet, 500 km öster om huvudstaden Madrid. Toppen på Puig dels Llops är 1 223 meter över havet.
Terrängen runt Puig dels Llops är huvudsakligen kuperad, men norrut är den bergig. Runt Puig dels Llops är det glesbefolkat, med 15 invånare per kvadratkilometer. Närmaste större samhälle är Torelló, 12,1 km väster om Puig dels Llops. I omgivningarna runt Puig dels Llops växer i huvudsak blandskog.